# Yanagisawa Yoshiyasu
Yanagisawa Yoshiyasu (Nhật: 柳沢 吉保 31 tháng 12 năm 1658– 8 tháng 12 năm 1714) là một samurai người Nhật Bản sống vào thời Edo.  Ông là một quan lại phục vụ cho chính quyền Mạc phủ Tokugawa. Người vợ thứ hai của ông Ogimachi Machiko là một nhà văn và học giả của triều đình, người đã sáng tác monogatari.